# Guaynabo
Guaynabo ist mit knapp 100.000 Einwohnern die sechstgrößte Stadt des US-amerikanischen Außengebietes Puerto Rico, eines mit den Vereinigten Staaten assoziierten Inselstaates.
Sie wurde 1769 von Pedro R. Davila gegründet und gehört zur Metropolregion San Juan.
Auf dem Gebiet der Stadt befindet sich die aus dem Jahr 1508 stammende früheste Gründung Puerto Ricos Caparra. Gründer der heute nur noch als Ruinen vorhandenen Siedlung war Juan Ponce de León.
Wirtschaftlich ist die Stadt ein Zentrum für Telekommunikation (AeroNet, Claro, Worldnet) und beherbergt zudem Sitze einiger namhafter Technologieunternehmen (American Airlines, Dell Technologies, Microsoft, Chevron Corporation).

## Stadtgliederung
Guaynabo gliedert sich einschließlich der Altstadt Guaynabo Pueblo in zehn Gemeindebezirke (barrios), die sich weiter in sectores gliedern:

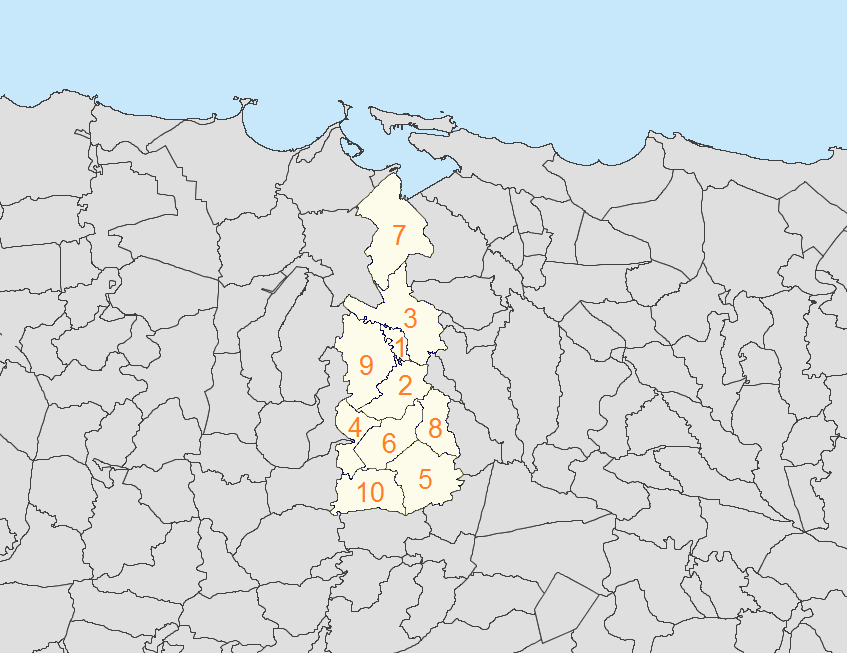
Barrios in Guaynabo

| #       | Gemeindebezirk (barrio) | Land- Fläche (km²) | Bevölkerung 2010 |
| ------- | ----------------------- | ------------------ | ---------------- |
| 1       | Guaynabo Pueblo         | 1,53               | 4008             |
| 2       | Camarones               | 6,32               | 5626             |
| 3       | Frailes                 | 10,57              | 32050            |
| 4       | Guaraguao               | 4,53               | 4178             |
| 5       | Hato Nuevo              | 9,01               | 4114             |
| 6       | Mamey                   | 6,35               | 3103             |
| 7       | Pueblo Viejo            | 12,33              | 23816            |
| 8       | Rio                     | 4,84               | 2791             |
| 9       | Santa Rosa              | 9,58               | 16904            |
| 10      | Sonadora                | 6,76               | 1334             |
|         | Guaynabo (Stadt)        | 71,43              | 97924            |
| Quelle: |                         |                    |                  |

## Söhne und Töchter
- Victor Callejas (* 1960), Boxer
- Alberto Figueroa Morales (* 1961), römisch-katholischer Geistlicher, Bischof von Arecibo
- Juan Nazario (* 1963), Boxer
- David Sánchez (* 1968), Jazzmusiker
- Josue Camacho (* 1969), Boxer
- Iván Calderón (* 1975), Boxer
- Walter Hodge (* 1986), Basketballspieler
- Gabriel Vicéns (* 1988), Jazzmusiker